# Верхні Чебеньки
Верхні Чебе́ньки (рос. Верхние Чебеньки) — село у складі Сакмарського району Оренбурзької області, Росія.

## Населення
Населення — 870 осіб (2010; 869 у 2002).
Національний склад (станом на 2002 рік):
- татари — 91 %